# Lidská otázka
Lidská otázka (v originále La Question humaine) je francouzské filmové drama z roku 2007, který režíroval Nicolas Klotz podle povídky Françoise Emmanuela. Snímek měl světovou premiéru na filmovém festivalu v Saint-Gratien dne 28. ledna 2007.

## Děj
Děj se odehrává v současné Paříži. Simon pracuje jako psycholog v oddělení lidských zdrojů německé petrochemické firmy. Během vyšetřování, kterým ho vedení pověřilo ohledně jednoho z manažerů továrny, se Simon dozví znepokojivé informace.

## Obsazení
| Mathieu Amalric     | Simon Kessler   |
| Michael Lonsdale    | Mathias Jüst    |
| Édith Scob          | Lucy Jüst       |
| Lou Castel          | Arie Neumann    |
| Jean-Pierre Kalfon  | Karl Rose       |
| Valérie Dréville    | Lynn Sanderson  |
| Laetitia Spigarelli | Louisa          |
| Delphine Chuillot   | Isabelle        |
| Rémy Carpentier     | Jacques Paolini |
| Nicolas Maury       | Tavera          |